# 베라트주

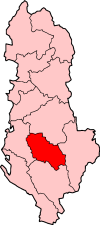
베라트 주의 위치

베라트주(알바니아어: Qarku i Beratit)는 알바니아 남부에 위치한 주로 주도는 베라트이며 면적은 1,802km2, 인구는 193,855명(2001년 기준)이다. 북쪽으로는 엘바산 주, 동쪽으로는 코르처 주, 남쪽으로는 지로카스터르 주, 서쪽으로는 피에르주와 접한다. 3개 현(베라트 현, 쿠초버현, 스크라파르현)을 관할한다.

## 인구
| 연도  | 인구    | ±%     |
| ----- | ------- | ------ |
| 1950  | 78,593  | —      |
| 1960  | 105,050 | +33.7% |
| 1969  | 140,030 | +33.3% |
| 1979  | 180,744 | +29.1% |
| 1989  | 222,901 | +23.3% |
| 2001  | 193,020 | −13.4% |
| 2011  | 141,944 | −26.5% |
| 2023  | 140,956 | −0.7%  |
| 출처: |         |        |

## 같이 보기
- 알바니아의 행정 구역